# Trichodesmium

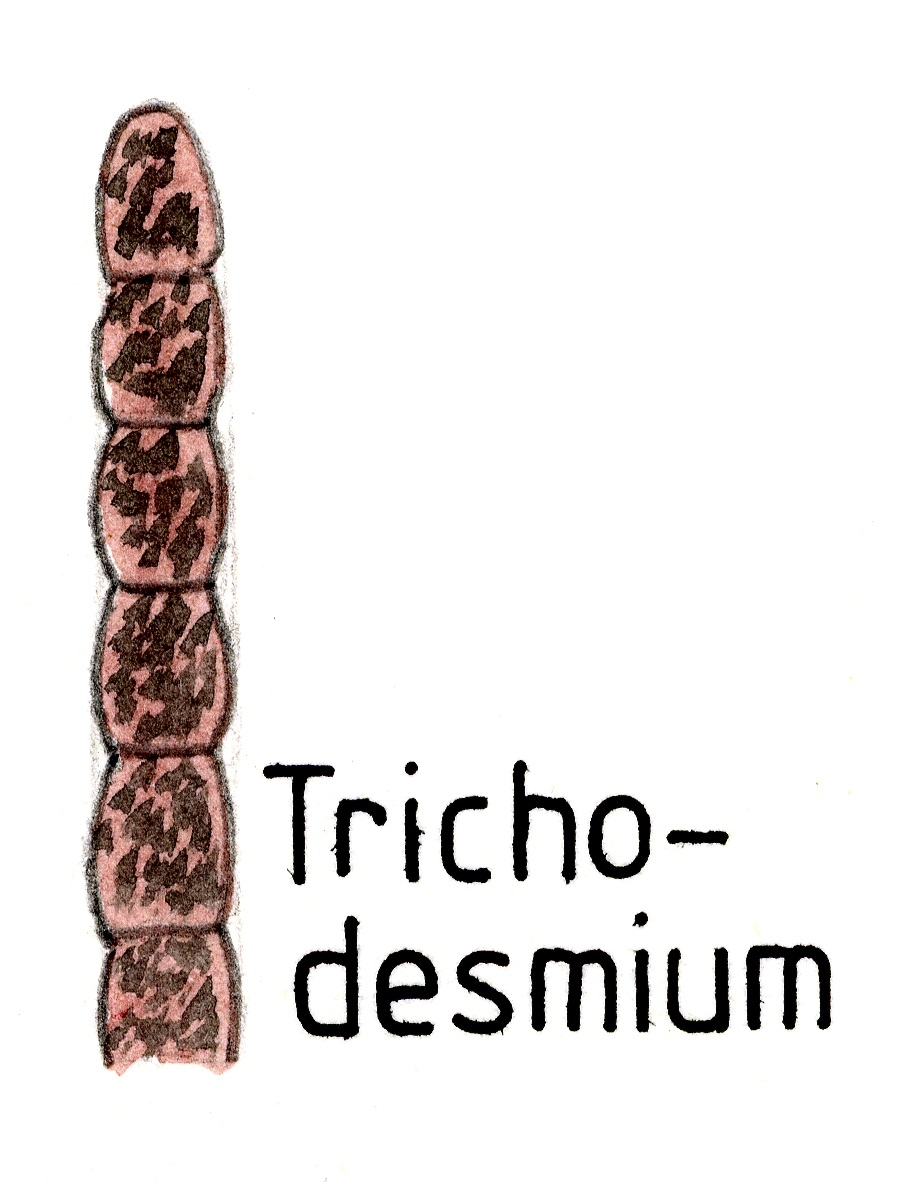
Illustration: einzelnes Filament

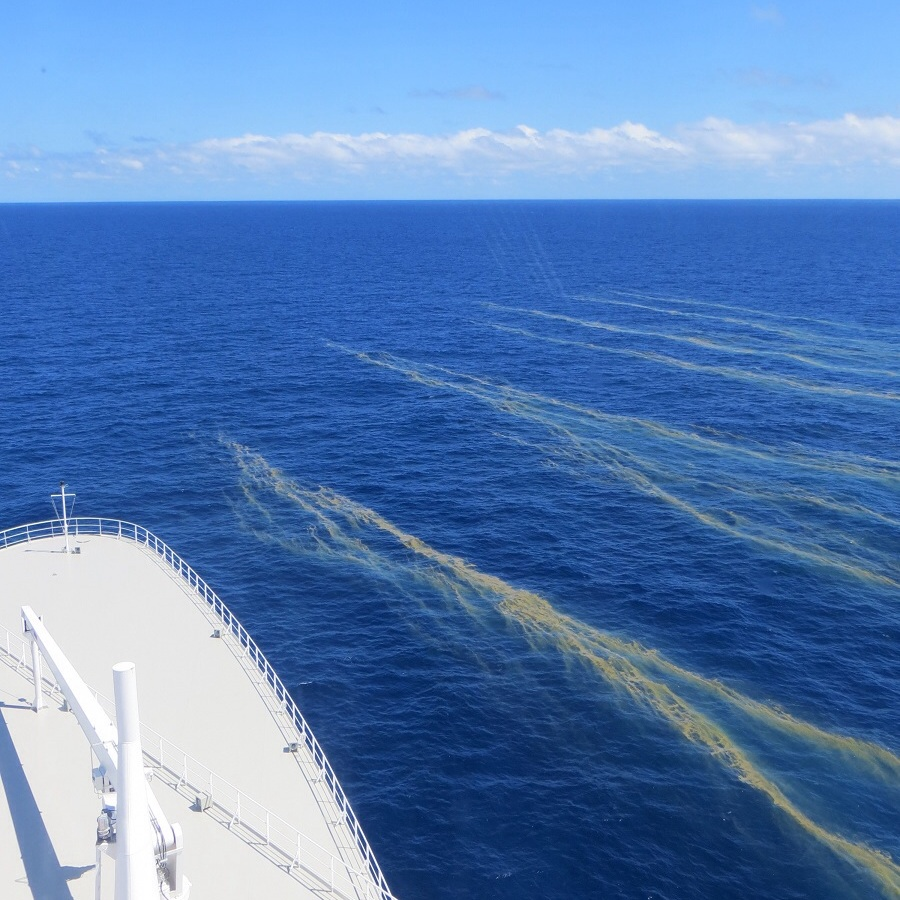
Trichodesmium-Blüte vor dem Great Barrier Reef

Trichodesmium, englisch auch sea sawdust ‚Meersägemehl‘ genannt, ist eine Gattung fadenförmiger (filamentöser) Cyanobakterien. Man findet sie in nährstoffarmen tropischen und subtropischen Meeren (insbesondere im Roten Meer und um Australien, wo sie erstmals von Kapitän James Cook beobachtet wurden).
Die Typusart Trichodesmium erythraeum wurde erstmals 1830 beschrieben von Christian Gottfried Ehrenberg. T. erythraeum ist die für die Verfärbung des Roten Meeres während der Blütezeit verantwortliche Spezies. T. erythraeum IMS 101 ist der erste Stamm der Gattung, dessen Genom vollständig sequenzierte wurde. Diese Art steht im Mittelpunkt der meisten Laborstudien.
Die Trichodesmium-Arten sind diazotroph, d. h. sie binden atmosphärischen Stickstoff (Distickstoffgas) zu Ammonium, einem Nährstoff, der wiederum von anderen Organismen genutzt wird. Man schätzt, dass Trichodesmium-Arten für fast die Hälfte der Stickstofffixierung in marinen Systemen weltweit verantwortlich sind.
Trichodesmium-Arten sind der einzigen bekannten diazotrophen Organismen, der unter aeroben Bedingungen bei Tageslicht Stickstoff fixieren können, ohne dafür spezialisierte Zellen (Heterocysten) im Zellfaden bzw. der Zellkolonie zu benutzen.
Trichodesmium-Bakterien können als einzelne Fäden (Filamente) aus Dutzenden bis Hunderten aneinandergereihter Zellen leben oder in Kolonien aus Dutzenden bis Hunderten aneinander gereihter Fäden bestehen.
Diese Kolonien sind dann auch mit bloßem Auge sichtbar. Sie können in Oberflächengewässern sehr große Blüten bilden, die zu der weit verbreiteten englischen Bezeichnung sea sawdust/straw ‚Meeressägemehl/-stroh‘. Tatsächlich verdankt das Rote Meer den größten Teil seiner namensgebenden Färbung dem roten Pigment der Typusart Trichodesmium erythraeum.
Trichodesmium-Kolonien bieten ein Substrat für viele kleine Meeresorganismen, neben anderen Bakterien sind das Kieselalgen, Dinoflagellaten, Protozoen und Ruderfußkrebse, die ihre Hauptfeinde sind. Auf diese Weise kann die Gattung komplexen Mikroumgebungen als Grundlage dienen.

## Morphologie

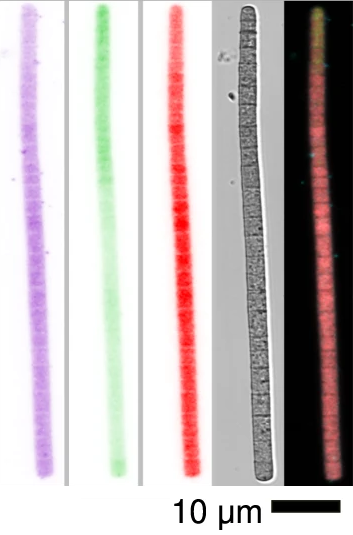
Trichodesmium-Filament, Aufnahmen mit verschiedenen Bildgebungsverfahren

Wie die meisten Cyanobakterien hat auch die Gattung Trichodesmium eine gramnegative Zellwand.

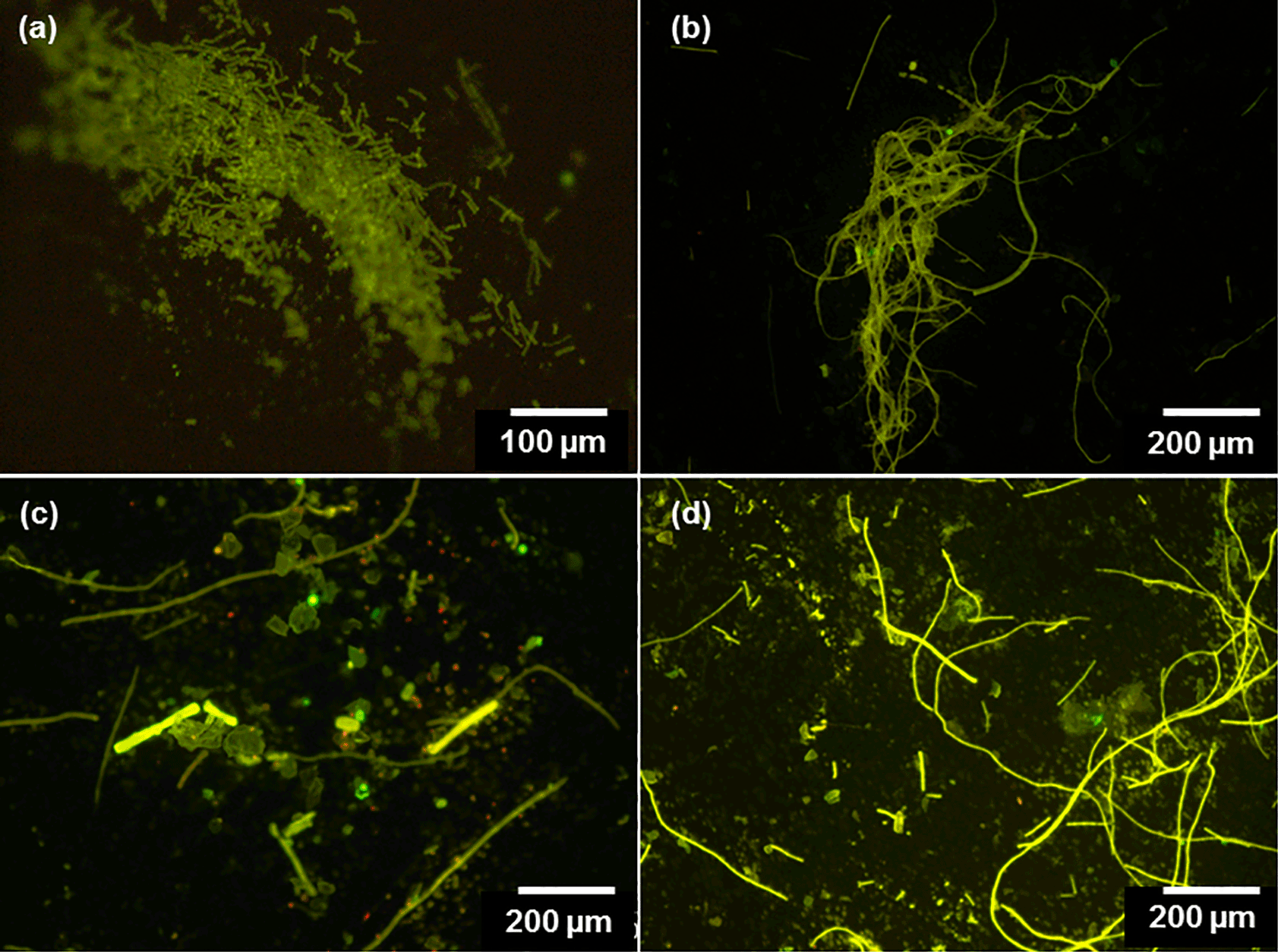
Mikrophotographien von Trichodesmium zweier Lokationen. Teilweise befinden sich die Filamente in verschiedenen Stadien des Abbaus (möglicherweise stand die Kolonie unter „Stress“).

Trichodesmium-Arten bilden gerade oder gekrümmte Fäden (Filamente) aus miteinander verketteten Einzelzellen, diese werden auch als Trichome bezeichnet. Die Einzelzellen darin sind zylindrisch bis tonnenförmig (länger oder kürzer als der Durchmesser).
Die apikalen (im Faden endständigen) Zellen sind kegelstumpfförmig und weisen eine konvexe Calyptra (Haube) auf.
Die Zellfäden (Trichome) sind 6–22 µm breit, unverzweigt und leicht beweglich.
Im Gegensatz zu anderen aeroben Diazotrophen fehlen bei Trichodesmium jedoch Heterozysten, d. h. es werden im Filament bzw. der Kolonie keine spezialisierte Zellen oder Strukturen gebildet, um die Nitrogenase vor Sauerstoffzufuhr zu schützen. Unter den aeroben Diazotrophen, die Stickstoff bei Tageslicht fixieren, ist dies ein einzigartiges Merkmal („Alleinstellungsmerkmal“).
Anstelle von an einem bestimmten Ort in der Zelle lokalisierten Thylakoidstapeln hat Trichodesmium in der Zelle verteilte ungestapelte Thylakoide. Diese sind unregelmäßig in der Nähe der Zellwände aufgerollt und durchziehen den gesamten Zellinhalt.
Die Trichodesmium-Zellen sind stark vakuolisiert, d. h. voller Vakuolen bzw. Gasbläschen (Aerotope).
Der Inhalt und die Größe der Vakuolen variieren täglich.
Große Gasbläschen sind (wie bei der Typusart T. erythraeum) entlang der Peripherie zu finden;
bei der inzwischen als Oscillatoria-Mitglied klassifizierten Art Oscillatoria thiebautii (früher T. thiebautii) sind sie dagegen über die gesamte Zelle verteilt.
Die Gasbläschen ermöglichen es diesen Cyanobakterien, ihren Auftrieb in der Wassersäule zu regulieren. Sie können hohem Druck standhalten, vermutlich bis zu 100–200 m Tiefe in der Wassersäule, so dass Trichodesmium sich vertikal durch die Wassersäule bewegen und in geeigneter Tiefe dortige Nährstoffe aufnehmen kann.
Ein Stadium mit unbeweglichen Dauerzellen (Akinetes) fehlt.
Neben der „starken“ Durchsetzung mit Gasbläschen und der Fähigkeit zur Stickstofffixierung (ohne spezielle Heterozysten) ist eine weitere besondere ökophysiologische Eigenschaft das niedrige Molekulargewicht der Fettsäuren.

## Kolonien

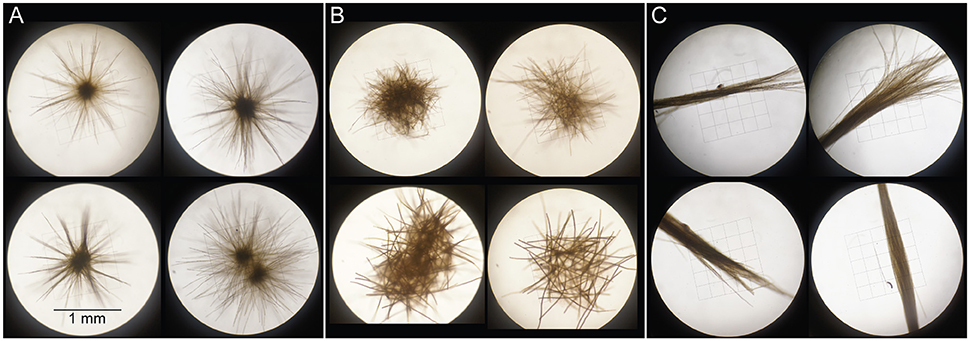
Beispiele von Trichodesmium-Kolonien, gruppiert nach morphologischen Kriterien: (A) radiale Schwärme („Puffs“), (B) nicht radiale Schwärme, (C) Büschel (Faszikel, „Tufts“).

Mitglieder der Gattung Trichodesmium können frei im Wasser schwebend vorkommen; es kann aber auch zur Bildung von Kolonien aus diesen Filamenten kommen:
Mehrere Trichome können dann parallel (fusiform) zu Büscheln („Faszikeln“, englisch „Tufts“) gebündelt; oder auch m. o. w. radial zu kugelförmigen, teilweise auch länglich gestreckten Kolonien (engl. „Puffs“) angeordnet.
Die Trichome sind in den Kolonien mittels eines feinen homogenen (unstrukturierten) und farblosen Schleims vereinigt.
Die Cyanobakterien von Trichodesmium sind in der Lage, zwischen dem Leben als einzelner Faden und dem Leben in einer Kolonie zu wechseln. Beide Formen haben Auswirkungen darauf, wie Trichodesmium mit der Umwelt interagiert, so dass jede Form unterschiedliche Vor- und Nachteile mit sich bringt, weshalb der Wechsel von einer Form zur anderen ggf. vorteilhaft oder sogar notwendig sein kann.
Beispielsweise haben frei schwimmende Einzelfäden (Trichome) höhere Stickstofffixierungsraten als Kolonien.
Wenn Eisen und Phosphor in der Umwelt limitiert sind, werden die fadenförmigen Trichodesmium dagegen angeregt, sich zusammenzuschließen und Kolonien zu bilden.
Auch Fressfeinde könnten die Bildung von Kolonien fördern.
Trotz der Verringerung der Kohlenstoff- und Stickstofffixierungsraten von Kolonien im Vergleich zu freien Trichomen können Kolonien in unter gegebenen Umständen also besser abschneiden als einzelne Filamente.
Die Größe der Kolonien hängt auch mit dem Sauerstoffgehalt der Umwelt zusammen, da Sauerstoff den Prozess der Photosynthese beeinflusst.

## Vermehrung
Die Zellteilung durch Queraufspaltung aller Zellen im Filament, mit Ausnahme der apikalen (endständigen) Zellen.
Die Zellen wachsen vor der nächsten Teilung dann wieder auf ihre ursprüngliche Größe an.
Die Vermehrung der Trichome erfolgt durch Fragmentierung in bewegliche Hormogonien (wenigzelligen, zur Kriechbewegung befähigten Fadenfragmenten) mit Hilfe nekrotischer Zellen, sowie durch Dissoziation (Zerfall) der Kolonien.
Die Hormogonien keimen an beiden Enden (isopolar).

## Stoffwechsel

### Stickstofffixierung und Photosynthese
Molekularer Stickstoff (Distickstoffgas N2) ist die am häufigsten vorkommende Substanz in der Erdatmosphäre. Dieser zweiatomiger Stickstoff ist allerdings für die meisten biologischen Prozesse nicht nutzbar – die biologische Umwandlung von zweiatomigem Stickstoff aus der Atmosphäre in biologisch nutzbare Stickstoffformen wie Ammonium und Stickoxide wird als Stickstofffixierung bezeichnet. Dieser Prozess erfordert einen erheblichen Energieaufwand (in Form von ATP), um die Dreifachbindung zwischen den Stickstoffatomen zu brechen. Organismen, die ihn beherrschen nennt man Stickstofffixierer oder Diazotrophe.
Die Stickstofffixierung in Trichodesmium ist unter den Diazotrophen einzigartig, da der Prozess gleichzeitig mit der Sauerstoffproduktion (über die Photosynthese) stattfindet.
Bei anderen Cyanobakterien sind N2- und CO2-Reduktion zum Schutz des empfindlichen Nitrogenase-Enzyms vor Sauerstoff entweder räumlich (durch Heterozysten) oder zeitlich getrennt.
Bei Trichodesmium gibt es jedoch keine Heterozysten, und die Stickstofffixierung erreicht ihren Höhepunkt während des Tageslichts – sie folgt einem Tagesablauf, der morgens beginnt, mittags ein Maximum erreicht und nachts endet.
Seitdem dieses Rätsels bekannt wurde, war Trichodesmium daher Gegenstand zahlreicher Studien, um herauszufinden, wie die Stickstofffixierung gleichzeitig mit der Sauerstoffproduktion stattfinden kann, ohne dass es eine offensichtliche räumliche Trennung der beiden Prozesse gibt.
Studien mit Inhibitoren zeigten sogar, dass die Aktivität des Photosystems II (PSII) für die Stickstofffixierung in diesem Organismus unerlässlich ist,
was widersprüchlich klingt, da die für die Stickstofffixierung zuständige Nitrogenase durch Sauerstoff irreversibel gehemmt wird.
Trichodesmium nutzt jedoch die Photosynthese zur Stickstofffixierung, indem es die Mehler-Reaktion durchführt, bei der der von PSII produzierte Sauerstoff nach wieder reduziert wird (nach dem Photosystem I, PSI).
Diese Regulierung der Photosynthese für die Stickstofffixierung beinhaltet eine schnell reversible Kopplung ihrer Phycobilisomen (Lichtsammelantennen) mit PSI und PSII.

### Methanproduktion
Phosphat ist ein Hauptnährstoff mariner photo- und heterotropher Mikroorganismen, dessen Mangel oder Fehlen ihr Wachstum begrenzen kann.
Manche dieser Mikroben können jedoch ersatzweise auf Methylphosphonat umstellen, aus dem sie das Phosphat durch Abspalten der Methylgruppe gewinnen, ein Vorgang, bei dem allerdings das potente Treibhausgas Methan freigesetzt wird.
In einer 2023 veröffentlichten Studie untersuchten Jan N. von Arx et al. die Methylphosphonat-getriebene Methanbildung im westlichen tropischen Nordatlantik, wo die Methan-Nettorate in der oberen Wassersäule 0,4 nmol pro Liter und Tag betragen kann (Median).
Selbst in Anwesenheit von in situ vorhandenem oder künstlich zugesetzten Phosphat waren diese Raten zwar vermindert, aber immer noch quantifizierbar, d. h. dass auch dann noch eine gewisse Methanbildung aus Methylphosphonat stattfindet.
In dieser marinen Umgebung kann an der Oberfläche ein erheblicher Teil der gemessenen Kohlenstofffixierung (im Mittel 11 %) durch Phosphor aufrechterhalten werden, der aus Phosphonaten stammt. Daher kommt Phosphonaten im Kohlenstoffkreislauf des oligotrophen Ozeans eine große ökologische Bedeutung zu.
Wie das Team herausfand, nimmt die Methylphosphonatverwertung durch Alphaproteobakterien offenbar in größeren Tiefen an Bedeutung zu, genetisches Potential unter diesen gibt es bei der Ordnung Pelagibacterales (mit Ca. Pelagibacter ubique) und der Klade SAR116. In der Oberflächenschicht dominieren dagegen cyanobakterielle Stickstofffixierer wie Trichodesmium.

## Habitat

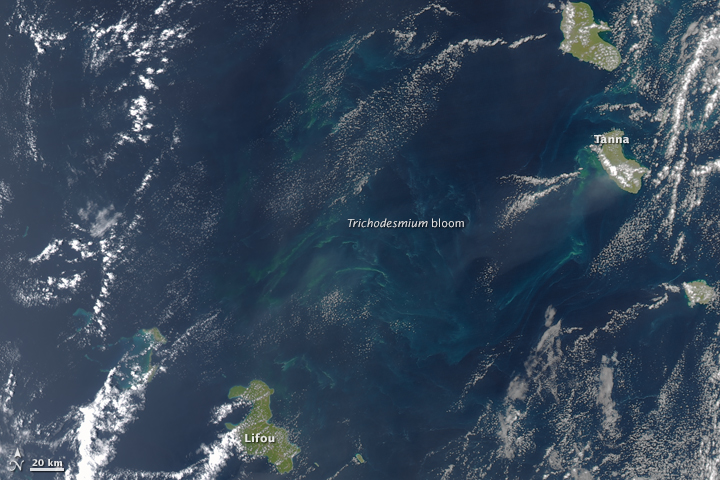
Blüte von T. erythraeum im Südwestpazifik zwischen Vanuatu und Neukaledonien

Zu der traditionell sehr diversen Gattung werden Vertreter in marinen, brackigen und Süßwasser-Umgebungen und sogar terrestrische Arten gezählt.
Die Gattung umfasst jedenfalls streng planktonische Arten, zu denen traditionell auch einige im Süßwasser vorkommende Vertreter gestellt werden.
Trichodesmium kommt in oligotrophen (nährstoffarmen d. h. stickstoffarmen) Gewässern vor, häufig bei ruhigem Wasser bei geringer Tiefe der Mischschicht (bis etwa 100 m).
Trichodesmium-Arten bevorzugen eine Wassertemperatur zwischen 20 und 34 °C vor.
Sie sind häufig in tropischen und subtropischen Ozeanen in den Randströmungen anzutreffen.
Ihr Vorkommen kann leicht beobachtet werden, wenn sich Blüten bilden, in denen große Trichodesmium-Kolonien an der Oberfläche hängen.
Die marinen Mitglieder verursachen in den tropischen Meeren und Ozeanen manchmal rötliche Algenblüten,
die leicht beobachtet werden können, wenn große Trichodesmium-Kolonien an der Oberfläche treiben.
Blüten reichen teilweise auch in tieferen Schichten (mehrere Meter unter dem Wasserspiegel).
Eine Weltkarte mit Fundstellen findet sich beim Ocean Biogeographic Information System (OBIS).

## Ökologie

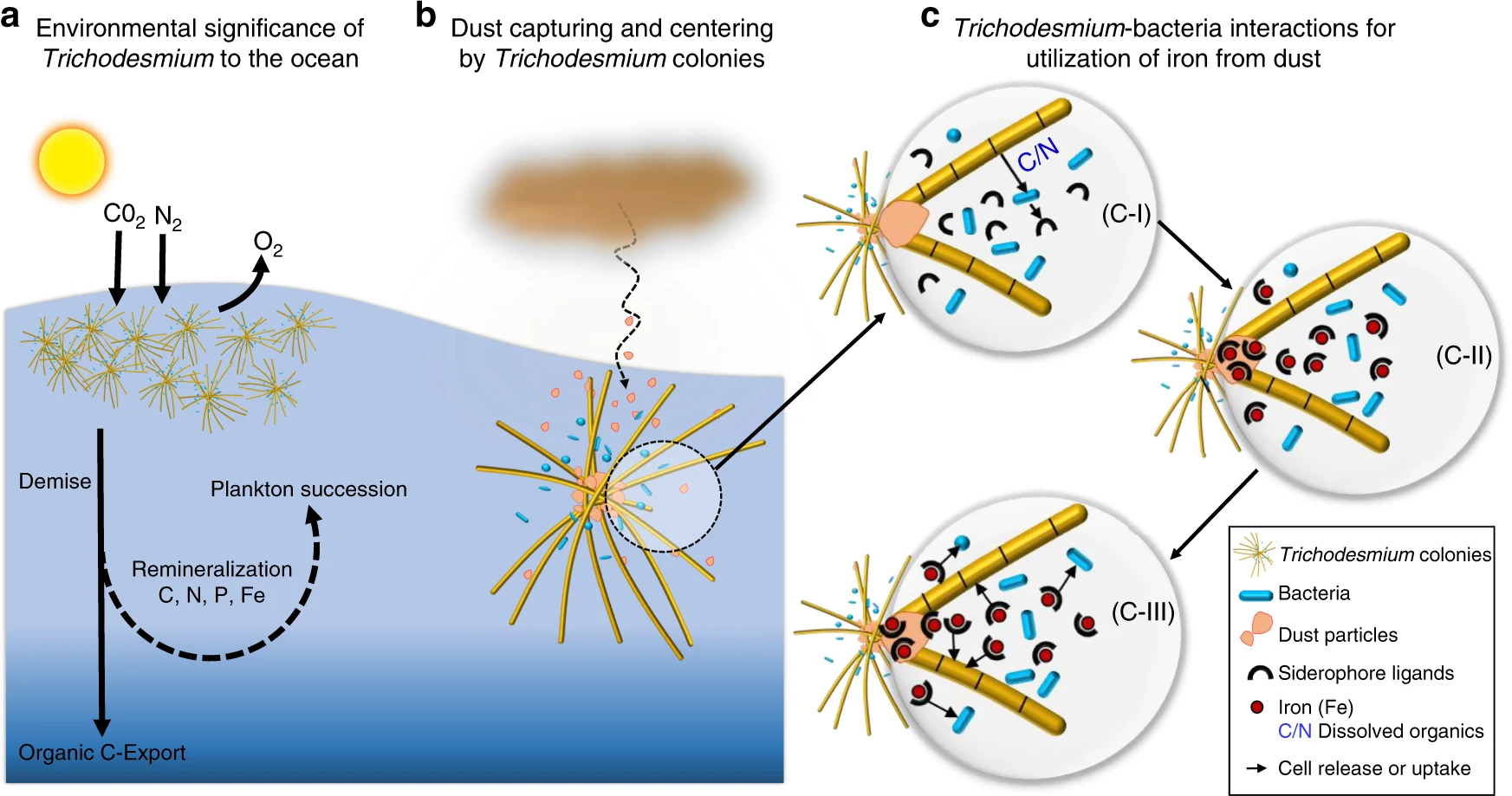
Kolonien der marinen Trichodesmium-Arten interagieren mit anderen Bakterien, um Eisen aus dem Staub zu gewinnen.
a – N_{2}-fixierende Trichodesmium spp., wie sie häufig in tropischen und subtropischen Gewässern vorkommen, sind von großer ökologischer Bedeutung für die Düngung des Ozeans mit wichtigen Nährstoffen.
b – Trichodesmium kann in nährstoffarmen Ozeanregionen mit hoher Staubablagerung massive Blüten ausbilden, was zum Teil auf seiner speziellen Fähigkeit beruht, Staub einzufangen, zu konzentrieren und anschließend biologisch aufzulösen.
c – Vorgeschlagener Weg für den Erwerb von staubgebundenem Eisen (Fe): Die in den Kolonien lebenden Bakterien produzieren Siderophore (C-I), die mit den Staubpartikeln im Zentrum der Kolonie reagieren und gelöstes Fe erzeugen (C-II). Dieses gelöste Fe, das mit den Siderophoren Komplexe bildet, wird dann sowohl von Trichodesmium als auch von den anderen Bakterien dort aufgenommen (C-III), was zu einem gegenseitigen Nutzen für beide Partner des Konsortiums führt.

Als Diazotrophe tragen Trichodesmium-Spezies einen großen Teil am neu gebildeten organischen Stickstoff der marinen Ökosysteme bei; Trichodesmium ist der wichtigste Diazotrophe in offenen Meer (dem marinen Pelagial) und eine wichtige Quelle für „neuen“ organischen Stickstoff in den von dieser Gattung bewohnten nährstoffarmen Gewässern.
Schätzungen zufolge beläuft sich der weltweite Stickstoffeintrag durch Trichodesmium auf etwa 60–80 Tg (Megatonnen oder 109 Kilogramm) Stickstoff pro Jahr.
Der von Trichodesmium fixierte Stickstoff wird zunächst direkt von den Cyanobakterienzellen genutzt; er kann dann durch Weidegänger in die Nahrungskette gelangen oder durch Freisetzung (Nekrose und Lyse) ins umgebende Wasser in gelangen; schließlich kann er bis in die Tiefsee exportiert werden.
Im Vergleich zu eukaryotischem Phytoplankton (Grünalgen etc.) hat Trichodesmium eine langsame Wachstumsrate, was vermutlich eine Anpassung an das Überleben in energiereichen, aber nährstoffarmen (oligotrophen) Gewässern darstellt.
Die Wachstumsrate wird durch die Eisen- und Phosphatkonzentration im Wasser begrenzt.
Um an diese begrenzenden Nährstoffe zu gelangen, ist Trichodesmium in der Lage, den Auftrieb mithilfe seiner Gasvakuolen zu regulieren und sich so vertikal durch die Wassersäule zu bewegen.

### Konsortien
Es hat sich gezeigt, dass Trichodesmium-Kolonien in hohem Maße mit anderen Organismen assoziiert sind. Neben anderen Bakterien befinden sich darunter Kieselalgen, Dinoflagellaten, Protozoen, Pilze, Ruderfußkrebse, Hydrozoen, Manteltiere und andere.
Die Häufigkeit (Zellzahl pro Volumeneinheit) anderer Bakterien auf Trichodesmium-Filamenten ist dreimal höher als im umgebenden Wasser, und die taxonomische Zusammensetzung dieser mit Trichodesmium assoziierten bakteriellen Gemeinschaften unterscheidet sich von der des typischen Bakterioplanktons im offenen Ozean.
Die Kolonien können eine Quelle für Schutz, Auftrieb und offenbar auch Nahrung an der Wasseroberfläche sein. Die meisten dieser Gemeinschaften scheinen kommensal zu sein, d. h. dass die Trichodesmium-Kolonien Substrat und Nahrung bereitstellen, ohne selbst keinen offensichtlichen Nutzen aus den in ihnen lebenden anderen Organismen ziehen.
Trichodesmium-Kolonien sind mikrobiologisch vielfältig und gelten als „Holobionten“, obwohl dieser Begriff eigentlich mehrzellige Eukaryoten (wie Pflanzen und Tiere) charakterisiert.
Denn die Trichodesmium-Kolonie stellt den Hautorganismus dar, der eine Lebensgrundlage für die auf ihm lebenden Epibionten bildet.
Diese mikrobiologische Vielfalt des Holobionten-Konsortiums ist ein wesentlicher Bestandteil ihrer ökologischen Wechselwirkungen.
Zu den Epibionten des Trichodesmium-Mikrobioms gehören beispielsweise andere diazotrophe Bakterien und verschiedene Cyanobakterienarten! etwa aus der Gattung Richelia.
Diese Konsortien mit Trichodesmium und Epibiontenbakterien können beispielsweise begrenzende Nährstoffe wie Eisen aus Staub verfügbar machen. mobilisieren.
Andererseits können Trichodesmium-Kolonien, wenn sie sich in einer Blüte in großer Zahl ansammeln, ein Phytotoxin produzieren, das das Wachstum anderer Mikroorganismen in der marinen Umgebung beeinträchtigen kann.

### Blüten
Trichodesmium-Arten, insbesondere T. erythraeum, bilden große, sichtbare Blüten an der Gewässeroberfläche. Blüten wurden in der Ostsee, im Roten Meer, in der Karibik, im Indischen Ozean, im Nord- und Südatlantik, im Nordpazifik und vor der Küste Australiens beschrieben.
Eine der frühesten Blüten wurde von E. Dupont im Roten Meer beschrieben. Sie färbte die Wasseroberfläche auffällig rötlich und soll sich über 256 Seemeilen (ca. 470&mnsb;km) erstreckt haben.
Die meisten Blüten sind jedoch „nur“ mehrere Kilometer lang und können einen bis mehrere Monate andauern.
Die Blüte kann sich sowohl in Küstengewässern oder im offenen Meer bilden. Sie bilden sich meist, wenn das Wasser eine gewisse Zeit lang ruhig war und die Oberflächentemperatur 27 °C übersteigt.
Trichodesmium-Blüten setzen organischen Kohlenstoff, Stickstoff und andere Nährstoffe in die Umwelt frei.
Einige Trichodesmium-Arten setzen auch Toxine (insbes. Palytoxin) frei, die bei einigen Ruderfußkrebsen (Copepoden), Fischen und Austern zum Tod führen.
Der Verzehr von Fischen (insbes. Heringsartigen), die das Toxin während einer Trichodesmium-Blüte bioakkumuliert haben, kann beim Menschen den sog. Clupeotoxismus verursachen.
Die weitreichenden Auswirkungen dieser Blüten sind augenscheinlich für das ozeanische Ökosystem von großer Bedeutung und daher Gegenstand zahlreicher Studien.
Die Blüten werden mit Hilfe von Satellitenbildern aufgespürt und verfolgt, wobei die stark reflektierende Gasvakuolen die Trichodesmium-Blüten leicht erkennbar machen.
Es wird erwartet, dass die Blütenbildung in den kommenden Jahren aufgrund anthropogener Einflüsse zunehmen wird.
Die Phosphatbelastung der Umwelt (durch Düngemittelverschmutzung, Abfallentsorgung und Marikultur, d. h. Aquakultur im Meer) wird die mit begrenztem Phosphat verbundene Wachstumsbeschränkung verringert, was das Auftreten von Blüten wahrscheinlich verstärken wird.
Ebenso wird die globale Erwärmung (besonders der Ozeane: Klimakrise) voraussichtlich die Schichtung verstärken und eine Verflachung der Tiefe der Mischschicht bewirken.
Beide Faktoren dürften Trichodesmium-Blüten fördern und könnten daher in Zukunft ebenfalls zu einem verstärkten Auftreten dieser Blüten führen.
Da die Cyanobakterien von Trichodesmium ihrerseits durch ihre Methylphosphonatverwertung das Treibhausgas Methan erzeugen, was wiederum zur Klimaerwärmung beiträgt, ergibt sich eine potentielle positive Rückkopplung (selbstverstärkender Effekt).

### Viren
Bei diesen Trichodesmium-Aggregationen kommt es immer wieder zu plötzlichen Zusammenbrüchen der Populationen, sowohl in der Kultur als auch im Freiland.
Obwohl einige Ruderfußkrebse (Copepoden) in der Lage sind, Trichodesmium zu fressen, gelten Räuber nicht als Hauptursache der großen Populations-Zusammenbrüche, unter anderem weil auch einige Trichodesmium-Arten Toxine als Abschreckungsmittel auszuscheiden in der Lage sind.
Nach Behandlung von Trichodesmium-Kulturen mit Mitomycin C beobachtete virusähnliche Partikel (englisch virus-like particles, VLPs) deuten stattdessen darauf hin, dass Trichodesmium Prophagen beherbergt, die unter noch unbekannten Bedingungen in den lytischen Zyklus eintreten können.
In ihrer Studie aus dem Jahr 2013 fanden Julia M. Brown et al. Gensequenzen von Phagen (Bakterienviren) in den mit Trichodesmium-Kolonien aus dem östlichen Golf von Mexiko assoziierten Bakteriengruppen.
Cyanophagen waren in mit Mitomycin C behandelten Inkubationen stärker vertreten, während Phagen von Gammaproteobakterien in der unbehandelten Inkubation dominierten.
Das Team identifizierte auch drei Viren-Metagenome aus experimentell lysierten (und teilweise mit Mitomycin C behandelten) Trichodesmium-Filamenten.
Offenbar führte der Tod von Trichodesmium zur Induktion von Prophagen in den assoziierten Mikroorganismen.
Trichodesmium selbst infizierende Cyanophagen konnten damals allerdings noch nicht identifiziert werden.
Dies gelang dann Ulrike Pfreundt et al. 2017 mit dem Riesenphagen „(Trichodesmium-)Phage NCTB“, der aus einer 2016er Trichodesmium-Blüte vor Neukaledonien stammte (NCTB = New Caledonia Trichodesmium Bloom).
Eine offizielle Bestätigung eines Trichodesmium-Phagen durch das International Committee on Taxonomy of Viruses (ICTV) steht aber derzeit noch aus (Stand August 2024).

## Spezies und Stämme
Ursprünglich wurden verschiedene Arten von Trichodesmium auf der Grundlage ihrer Morphologie und der Struktur der gebildeten Kolonien beschrieben.
Inzwischen nimmt die DNA-Sequenzierung und Metagenomik einen immer größeren Stellenwert ein, was bereits zu zahlreichen Reklassifizierungen geführt hat.
Die hier angegebene Liste (Stand 5. September 2024) folgt grundsätzlich der List of Prokaryotic names with Standing in Nomenclature (LPSN), Zusätze mit Quellenangabe. Es bedeuten:
- L – LPSN
- N – Taxonomie des NCBI (NCBI)[35]
- G – Genome Taxonomy Database (GTDB)[36]
- W – World Register of Marine Species (WoRMS)[20]
- A – AlgaeBase[6]

Arten und Stämme:
Gattung Trichodesmium Ehrenberg ex Gomont 1892. Synonyme:
— Pelagothrix Schmidt 1902
— Haliarachne Lemmermann 1899
— Xanthotrichum N. Wille ex O. Kirchner, 1898(W)
- „Trichodesmium aureum“ Hynes et al. 2012
  - Stamm B51-3(N)
  - Stamm B49(N)
- Trichodesmium brasiliense Sant'Anna et al. 2018
  - Referenzstamm SP 469314(L)
- Trichodesmium clevei (Schmidt 1902) Anagnostidis & Komárek 1988 [Pelagothrix clevei Schmidt 1902]
- Trichodesmium erythraeum Ehrenberg ex Gomont 1892[36] [Trichodesmium sp. MAG_R01(N)[A. 7] ] – Typusart(L) (Lectotyp[6](A))
  - Referenzstamm GBRTRLIN201(G,N)
  - Stamm GBRTRLI101(N)
  - Stamm IMS101 alias IMS 101(N)[37]
  - Stamm MAG_R01(N,G)
  - Stamm 43SUR1QQSS1 – Indischer Ozean[37]
  - Stamm 43SUR1MMQQ1 – Indischer Ozean[37]
  - Stamm 131SUR1MMQQ1 – Pazifik[37]
- „Trichodesmium havanum“ Lundgren et al. 2005(N)[38][37]
  - Referenzstamm F34-5(N)[38]
- Trichodesmium lenticulare (Lemmermann 1899) Anagnostidis & Komárek 1988
- „Candidatus Trichodesmium mirabile“ corrig. Delmont et al. 2021 [„Ca. Trichodesmium miru“ Delmont et al. 2021[A. 8]][37]
  - Isolat 133DCM1SSUU11 – Pazifik[37]
  - Isolat 81SUR1QQSS1 – Atlantik[37]
- „Candidatus Trichodesmium nostrum“ corrig. Delmont et al. 2021 [„Ca. Trichodesmium nobis“ Delmont et al. 2021[A. 8]][37]
  - Isolat 23SUR1SSUU11 – Mittelmeer[37]
  - Isolat 9DCM1SSUU11 – Mittelmeer[37]
  - Isolat 9SUR1SSUU11 – Mittelmeer[37]
- Trichodesmium tenue Wille 1904[39]
  - Stamm H9-4(N)
  - Stamm L4(N)
  - Stamm TEN(N)
  - Stamm Z-1(N)
- Trichodesmium sp002260545(G)
  - Referenzstamm CS-953(G)
- Trichodesmium sp010672085(G)
  - Referenzstamm SIO3I5(G)
- Trichodesmium sp010672385(G)
  - Referenzstamm SIO2F4(G) [Trichodesmium sp. MO_231.B1(N)]
  - Stamm MO_231.B1(G,N)
- Trichodesmium sp023356515(G) [Trichodesmium sp. MAG_R04(N)]
  - Referenzstamm MAG_R04(G,N)
- Trichodesmium sp023356535(G) [Trichodesmium sp. MAG_R03(N)]
  - Referenzstamm MAG_R03(G,N)
- Trichodesmium sp023356605(G) [Trichodesmium sp. MAG_R02(N)]
  - Referenzstamm MAG_R02(G,N)
  - Stamm Cyano2(G)
  - Stamm St18_bin1(G)

Verschiebungen:
nach Oscillatoria:
- Trichodesmium contortum
⇒ Xanthotrichum contortum Wille ex O. Kirchner 1898
⇒ Oscillatoria contorta (Wille ex Kirchner 1898) Sournia 1968
- Trichodesmium hildebrandtii corrig. Gomont 1892 [Trichodesmium hildebrantii Gomont 1892]
⇒ Oscillatoria hildebrandtii (Gomont 1892) Geitler 1932
- Trichodesmium thiebautii Gomont 1892
⇒ Oscillatoria thiebautii (Gomont 1892) Geitler 1932

nach Planktothrix
- Trichodesmium iwanoffianum Nygaard 1926
⇒ Planktothrix iwanoffiana (Nygaard 1926) Umezaki & Watanabe 1994
- Trichodesmium lacustre Klebahn 1895
⇒ Planktothrix lacustris (Klebahn 1895) Umezaki & Watanabe 1994

nach Heliotrichum
- „Trichodesmium radians“ (Wille ex Kirchner 1898) Golubić 1978
⇒ Heliotrichum radians Wille ex Kirchner 1898

Zur Systematik siehe auch NCBI und WoRMS.

## Etymologie
Der Gattungsname Trichodesmium leitet sich ab von altgriechisch ϑρίξ thrix, deutsch ‚Haar‘ und neulateinisch desmium von altgriechisch δέσμιον desmion, deutsch ‚Bündel‘, bezieht sich also auf die Bildung von Kolonien aus parallel angeordneten Filamenten.